# Сноу, Род
Джеральд Артур Род Сноу (англ. Gerald Arthur Rod Snow, родился 1 мая 1970 в Бонависте) — канадский регбист, выступавший на позициях пропа (столба) и хукера (стягивающего).

## Карьера игрока

### Клубная
Начинал карьеру в любительском клубе «Догс» из Ньюфаундленда. Позднее играл в ЮАР за команду Восточно-Капской провинции. Известен широко по выступлениям за две команды Уэльса: «Ньюпорт» (с 1996 по сезон 2002/2003) и «Ньюпорт Гвент Дрэгонс» (с сезона 2003/2004). Всего за «Ньюпорт» он провёл 190 игр. В 2005 году Сноу вернулся на историческую родину, став игроком клуба «Ньюфаундленд Рок» и выиграв с ним чемпионат страны. Также он занял пост проект-менеджера в спортивном центре провинции Ньюфаундленд и Лабрадор. В августе 2006 года он выиграл снова Канадскую Суперлигу регби с «Ньюфаундленд Рок», хотя сезон не был закончен.

### В сборной
Род Сноу сыграл 62 матча за сборную Канады по регби с мая 1995 по сентябрь 2007 годов, выступив на четырёх чемпионатах мира с 1995 по 2007 годы. В его активе есть также один матч за клуб «Барбариан» против Уэльса (10:31 в пользу Уэльса). На своём первом же чемпионате мира в матче против ЮАР Сноу был удалён с поля за массовую драку, спровоцированную фолом южноафриканца Питера Хендрикса против Уинстона Стэнли. За участие в драке также были удалены канадец Гарет Рис и южноафриканец Джеймс Далтон.
В 2006 году он был приглашён снова в сборную Канады по просьбе тренера Рика Саджитта для участия в Кубке Черчилля. В квалификационном матче против США за право попасть на чемпионат мира 2007 года Род Сноу занёс решающую попытку и принёс победу своей команде, матч проходил в Сент-Джонсе (Ньюфаундленд).

## Завершение карьеры
В 2012 году Род Сноу объявил об уходе из большого регби.
Сноу является членом Зала славы канадского регби и Зала славы регби Ньюпорта. В 1999 году он занял 3-е место в голосовании на звание лучшего нападающего на позиции столба в мире по версии журнала World Rugby. В 2005 году его назвали игроком года в Великобритании по версии журналистов, в 1995 году он был признан лучшим спортсменом провинции Ньюфаундленд и Лабрадор.